# Mýtné

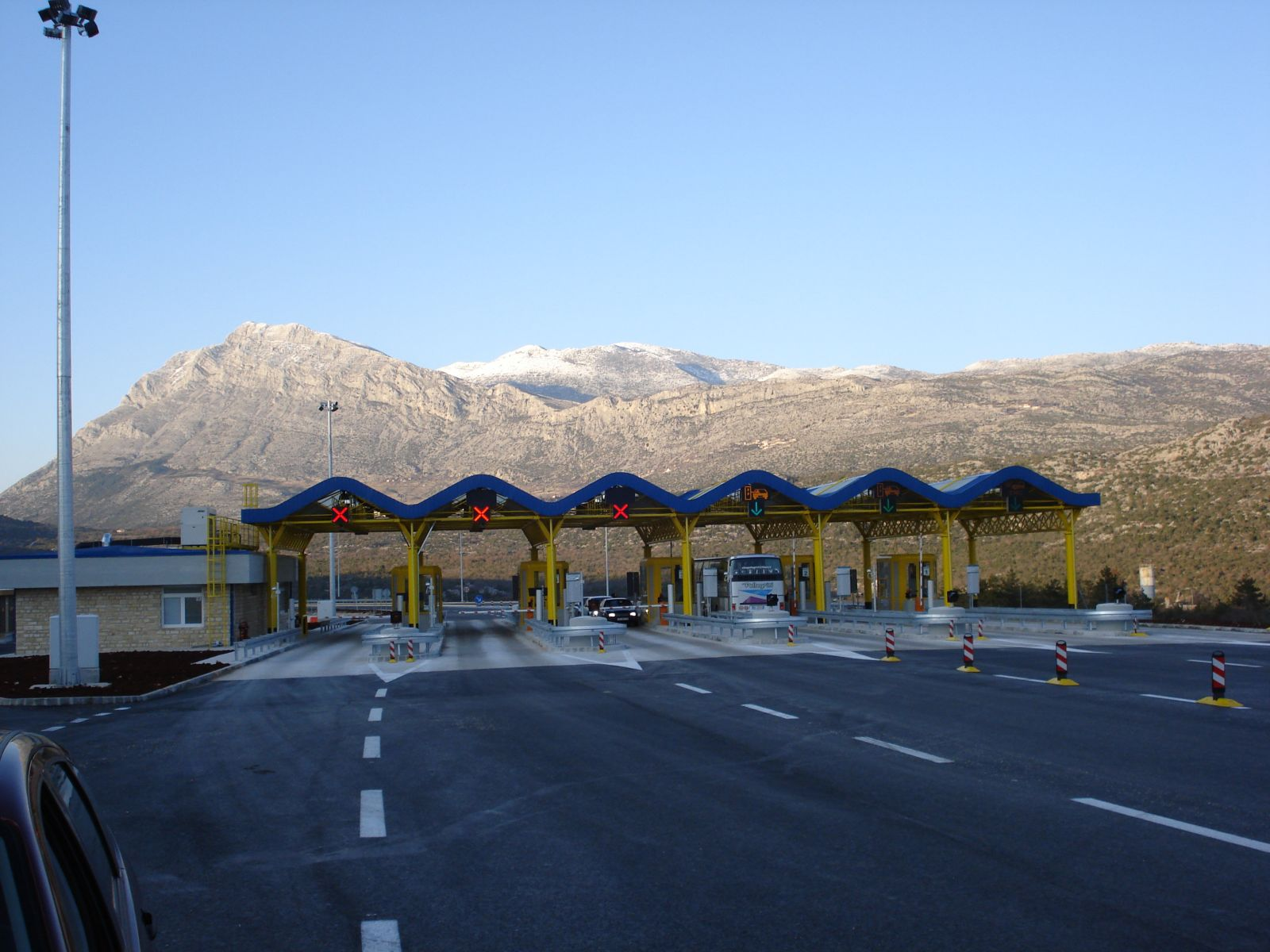
Mýtné se platí například v mýtných branách (cestarina) v Chorvatsku

Mýtné či mýto je poplatek, který se vybírá za použití obchodní cesty, silnice, dálnice, tunelu nebo mostu (v tomto případě se označuje též jako mostné). Jako mýto se historicky označovalo také místo, kde se mýtné vybíralo, tedy tzv. mýtnice, a proto je toto slovo součástí některých místních názvů. Mýta bývala zřizována při hranicích státně územních celků a mírou poplatku byla nejčastěji hodnota přepravovaného zboží; byly to např. desátky jako desetina nebo v Uherském království třicátky jako třicetina hodnoty. Jednalo se tady v dnešním slova smyslu o celní stanice.

## Situace v Česku
V České republice se platí mýtné za vozidla nad 3,5 tuny za jízdu po dálnicích. Výši poplatku vypočítává operátor, provozující elektronický mýtný systém.
Lehčí vozidla platí mýto ve formě povinnosti si koupit plastovou samolepicí dálniční známku, kterou se prokazují tak, že ji nalepí na čelní sklo auta a zároveň vozí kontrolní doklad – útržek dálniční známky. Pro rok 2016 stála pro vozidla do 3,5 tuny roční známka 1500 Kč, měsíční 440 Kč a desetidenní 310 Kč.

## Situace na Slovensku
Na Slovensku stála známka na rok 2016 pro vozidla do 3,5 tuny na rok 50 eur, na měsíc 14 eur a na deset dní 10 eur. Poplatek za přívěs činil dvojnásobek. 